# اسپلیت فیکشن
داستان تقسیم شده یا اسپلیت فیکشن (به انگلیسی: Split Fiction) یک بازی ویدیویی در ژانر اکشن-ماجراجویی دو نفره است که توسط هیزلایت ساخته شده و توسط الکترونیک آرتس منتشر شده است. این بازی در سال ۲۰۲۵ برای مایکروسافت ویندوز، پلی‌استیشن ۵ و ایکس‌باکس سری اکس و سری اس منتشر شده است و همانند بازی قبلی هیزلایت (دو نفر لازم است) باید به‌صورت دونفره انجام شود.

## داستان
بازی اسپلیت فیکشن از جایی آغاز می‌شود که دو شخصیت به‌‌ نام‌های میو (به انگلیسی: Mio) و زوئی (به انگلیسی: Zoe) که به‌ترتیب نویسنده ژانرهای علمی-تخیلی و فانتزی هستند، به موسسه‌ای متعلق به فردی با نام ریدر (به انگلیسی: Rader) دعوت می‌شوند تا دستگاه جدیدی که آنها ساخته‌اند را امتحان کنند. این دستگاه می‌تواند داستان‌هایی که در ذهن نویسنده‌ها هستند را برای آنها شبیه‌سازی کند؛ اما اوضاع چندان مطابق انتظار آنها پیش نمی‌رود و در حالی که این دو نویسنده هرکدام باید در دستگاه مجزایی قرار می‌گرفتند، باهم وارد یکی از آن‌ها می‌شوند. همین اتفاق کافی است تا این دو نویسنده (Mio و Zoe) وارد جهان‌هایی شوند که در واقع برگرفته از نوشته‌های خودشان هستند و حالا باید راهی برای نجات خودشان و فرار از این وضعیت پیدا کنند.